# 流れ山

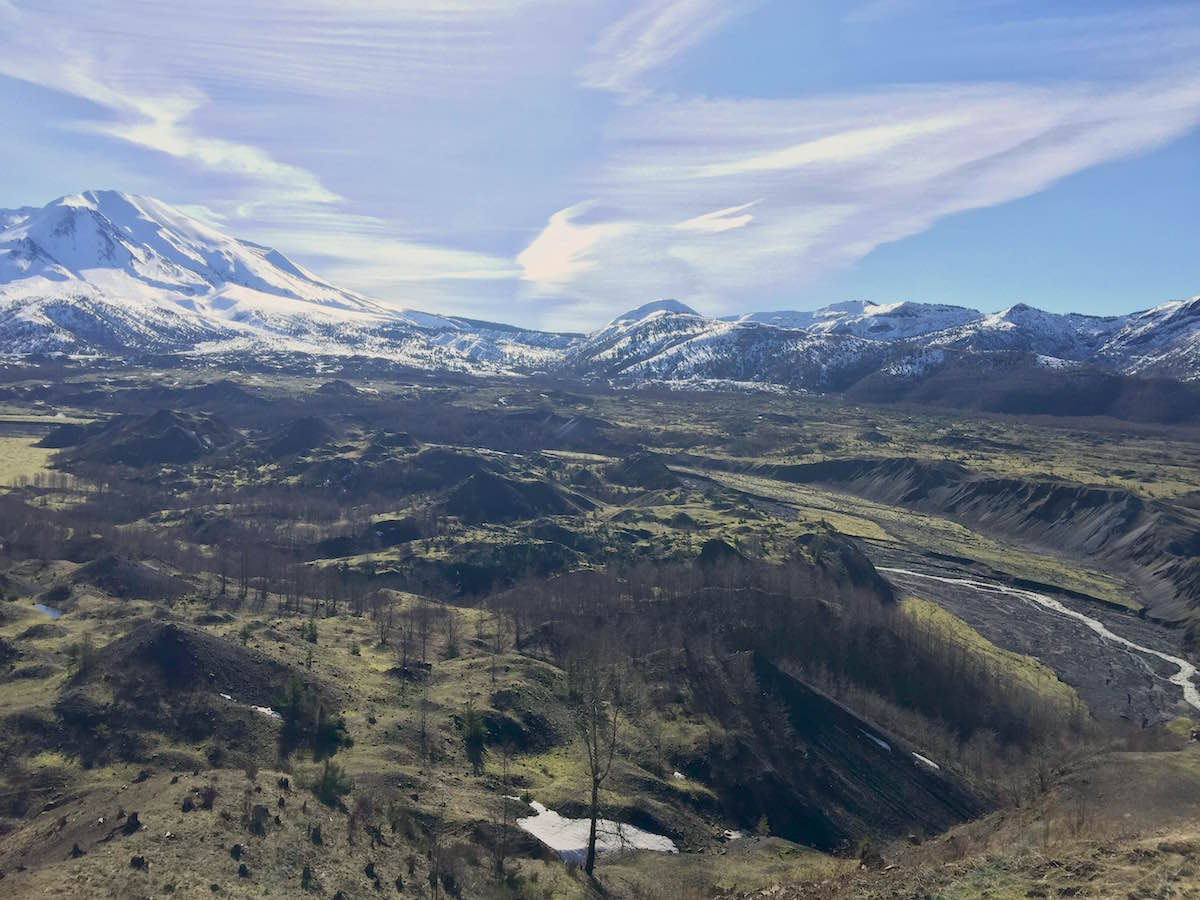
セント・ヘレンズ火山の流れ山。1980年の山体崩壊でできた。撮影は2016年。

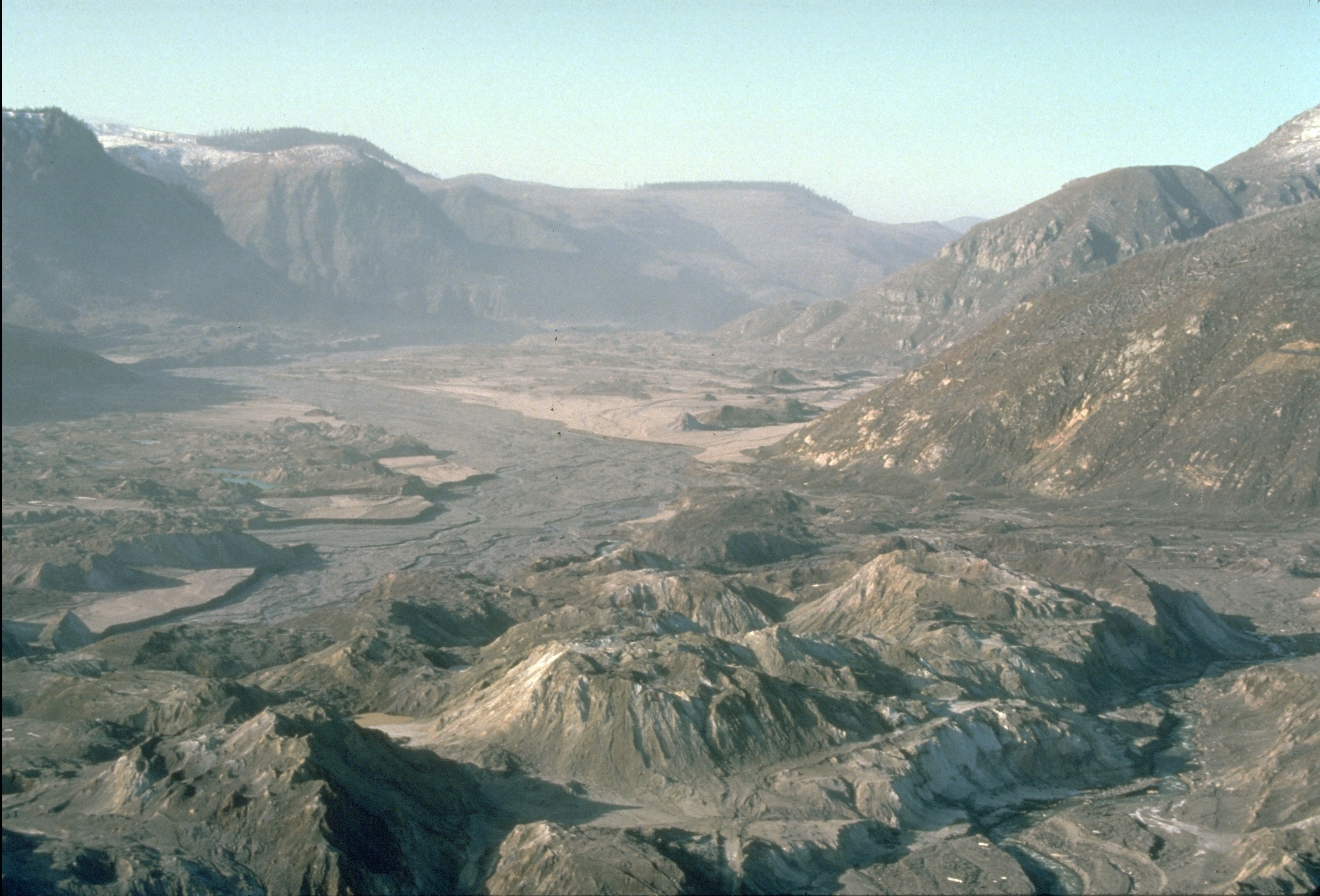
同上、撮影は1983年。

流れ山（ながれやま）とは、山体崩壊によって崩れ落ちた膨大な量の土砂が山麓に流下してできた、大小さまざまな小山のことである。

## 概要
火山の爆発や地震によって、火山体で大規模な山崩れが発生すると、大量の土砂が流れ下り、流れ山がつくられる。流れ山を構成する地層は、火山岩や火山灰などである。流れ山のサイズは一般的に流走距離が増すほど小さい。また、流れ山の長軸は流下方向と平行または垂直に並びやすい。
日本で知られる流れ山としては、福島県の磐梯山北麓や北海道の大沼湖中の小島、秋田県の鳥海山北麓の象潟、長崎県島原市の沖合に点在する九十九島などがある。これらは湖沼や多島海を作り出すなどしているため観光資源になっている。